# República de Salomão do Norte
República de Salomão do Norte foi um Estado não reconhecido existente por cerca de seis meses na atual Região Autônoma de Bougainville, Papua Nova Guiné. Envolveu:  uma 'Declaração Unilateral de Independência da República de Salomão do Norte' e uma tentativa fracassada de autodeterminação na ONU.
A independência foi declarada unilateralmente em 11 de setembro de 1975,  a partir do Território de Papua e Nova Guiné administrado pelos australianos, que por sua vez deveria se tornar independente em 16 de setembro.
As tensões logo escalaram e em meados de 1976, a tropa de choque da polícia de Papua Nova Guiné foi enviada para o sul de Bougainville para restaurar a ordem.  John Momis, na época presidente do conselho governante da República denunciou esta ação como uma invasão. 
As preocupações mútuas sobre a segurança na ilha e o fracasso da República em alcançar qualquer reconhecimento internacional levaria a conversações entre o governo de Papua Nova Guiné e o líder separatista.  Um acordo foi firmado em agosto de 1976 sobre a base de uma maior descentralização. Bougainville foi renomeado "Província de Salomão do Norte", em reconhecimento da sua geografia, e reabsorvido politicamente em Papua Nova Guiné com o aumento das atribuições de autogovernança, um modelo mais tarde replicado para delinear os poderes provinciais de toda Papua Nova Guiné. 